# Jean-François de Mantoue
Jean-François de Mantoue, en italien : Gianfrancesco Gonzaga, est un noble et condottiere italien né en 1395 et mort le 23 septembre 1444 à Mantoue. Il est le cinquième capitaine du peuple (capitano del Popolo) de la ville de Mantoue (région de Lombardie en Italie).

## Biographie
Jean-François, fils unique de François Ier de Mantoue et de Marguerite Malatesta, a 12 ans lorsque son père meurt en 1407. Il est presque aussitôt désigné capitaine du peuple par le conseil de Mantoue et la régence est assurée par Charles Ier Malatesta, seigneur de Rimini, doublement son oncle : il est l'époux de sa tante Élisabeth et le frère de sa mère. Venise veille également sur la destinée de Jean-François, son père a préalablement placé son fils sous la bienveillance de la Sérénissime et Charles Malatesta étant guelfe, donc allié à la république de Venise.
Charles fait en sorte d'unir encore plus les familles Gonzague et Malatesta en organisant le mariage de son protégé avec une de ses parentes, Paola Malatesta, fille de Malatesta Malatesta, seigneur de Pesaro. Le mariage a lieu en 1409 alors que Jean-François a quatorze ans. C'est une femme intelligente qui soutient son mari dans la conduite de l'État. Elle est cependant affligée de la gibbosité (bosse dorsale) qui frappe la famille Malatesta et ce mariage confirme ce qui a déjà été transmis aux Gonzague par Marguerite, la mère de Jean-François.
Espérant agrandir son état, il entre en 1432 au service de l'alliance florentino-vénitienne levée contre Milan, en remplacement du Carmagnole qui venait d'être exécuté. Il prend alors la tête des armées véntiennes avec le titre de capitaine général. Hésitant, avant d'accepter cette charge, il discuta longtemps chaque terme de son contrat avec la république de Venise. La condotta est conclue pour un an ferme et six mois de rispetto. Jean-François s'engage à fournir 600 lances et 300 fantassins contre une provision de 1 000 ducats par mois, 2 000 en temps de guerre. Premier condotta conclue par un Gonzague, celle-ci ne lui apporte pas les bénéfices escomptés car la paix est signée avec Milan. 
En 1433, pour la somme de 12 000 florins, Jean-François obtient de l'empereur du Saint-Empire Sigismond de Luxembourg, le titre de marquis. Dans le même temps, l'empereur s'engage à marier sa nièce Barbara de Brandebourg-Culmbach (qui a dix ans) au fils aîné de Jean-François, Louis (qui a dix-neuf ans). 
Sur le plan politique, Jean-François reste longtemps fidèle à ses alliances guelfes. Puis, sans doute dans l'espoir de conquérir Vérone et Vicence et aiguillonné par les ambitions des Visconti, en l'occurrence le duc de Milan Philippe Marie Visconti avec qui il engage des négociations secrètes, il change d'alliance et abandonne Venise en 1437 avec qui il ne renouvelle pas son contrat de condotta. Cela lui coûte quelques cuisantes défaites. En juillet 1438, il rejoint une ligue sous l'égide de Milan avec la promesse de récupérer Vérone ou Crémone en cas de victoire contre Venise. Il met à son service 1 500 cavaliers sous les ordres du capitaine général Niccolo Piccinino, sans participer lui-même aux combats. Son fils Charles Gonzague conduit 500 lances. Cette campagne échoue et se traduit in fine par la perte de territoire. Il met fin à son alliance avec Milan en 1443.
Jean-François laisse toutefois à la postérité le souvenir d'un souverain très actif sur le plan culturel et social. Il fait venir à Mantoue nombre d'artistes dont le peintre Vittore Pisano dit Pisanello. Il fonde la première manufacture de tapisseries d'Italie en faisant appel à des habiles artisans flamands. Mantoue est une des cités phares de la Renaissance. Leon Battista Alberti lui dédicace son De pictura. Premier promoteur de l'humanisme à Mantoue, il invite à sa cour en 1423 l'érudit Vittorino da Feltre pour qu'il y éduque ses enfants et s'occupe de sa bibliothèque. Il continue d'embellir le palais ducal et fait construire l'église Santa Maria degli Angeli à partir de 1429.
Jean-François se marie donc avec Paola Malatesta qui lui donne cinq enfants :
- Louis (1412-1478), qui est le 2e marquis de Mantoue, titré Louis III de Mantoue.
- Charles Gonzague (vers 1415-1456), qui hérite des seigneuries de Sabbioneta, de Bozzolo et de Luzzara et est le chef des lignées dites de Sabbioneta et Bozzolo et de Luzzara.
- Alexandre de Castiglione, qui est seigneur des fiefs de Castiglione delle Stiviere et de Solférino.
- Gianlucido Gonzaga (1421-1448), qui est seigneur de Volta, Cavriana et Castellaro.
- Margherita Gonzaga (NC-1439), qui épouse, en 1435, Lionel d'Este, seigneur de Modène, de Ferrare et de Reggio d'Émilie.

Jean-François est mort en 1444, dans sa 49e année.